# 陳馮富珍
陳馮富珍（ちんふう ふうちん、マーガレット・チャン、チャンフォン・フチャン、英語:Margaret Chan、1947年 - ）は、WHO事務局長（第7代）、医師。香港衛生署長、WHO事務局長補を歴任。

## 経歴
カナダのオンタリオ州立ウェスタンオンタリオ大学にて1973年に文学士、1977年に医学学士号を取得。シンガポール国立大学において公共衛生修士号も取得している。1978年に医師（婦人と小児健康科）として香港政府に勤務。1989年11月に衛生署助理署長（署長補佐）、1992年4月に同副署長、1994年6月に署長へ昇進した。1997年の鳥インフルエンザ発生では中国本土からの鶏の輸入禁止とともに、香港域内の鶏の全量処分を行った。2003年のSARS大流行の際にも対策の指揮をとった。2003年8月に退職し、WHO事務局へ転任し、伝染病対策などを担当している。
2006年7月25日、SARS対策の功績により中華人民共和国政府からWHO事務局長選挙において候補として推挙され、同11月8日当選。2007年1月4日に第7代事務局長に就任した。

## 評価

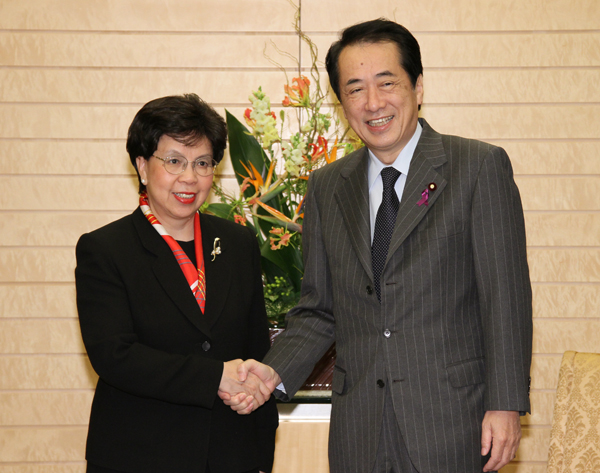
2010年、日本の菅直人首相（当時）との会談

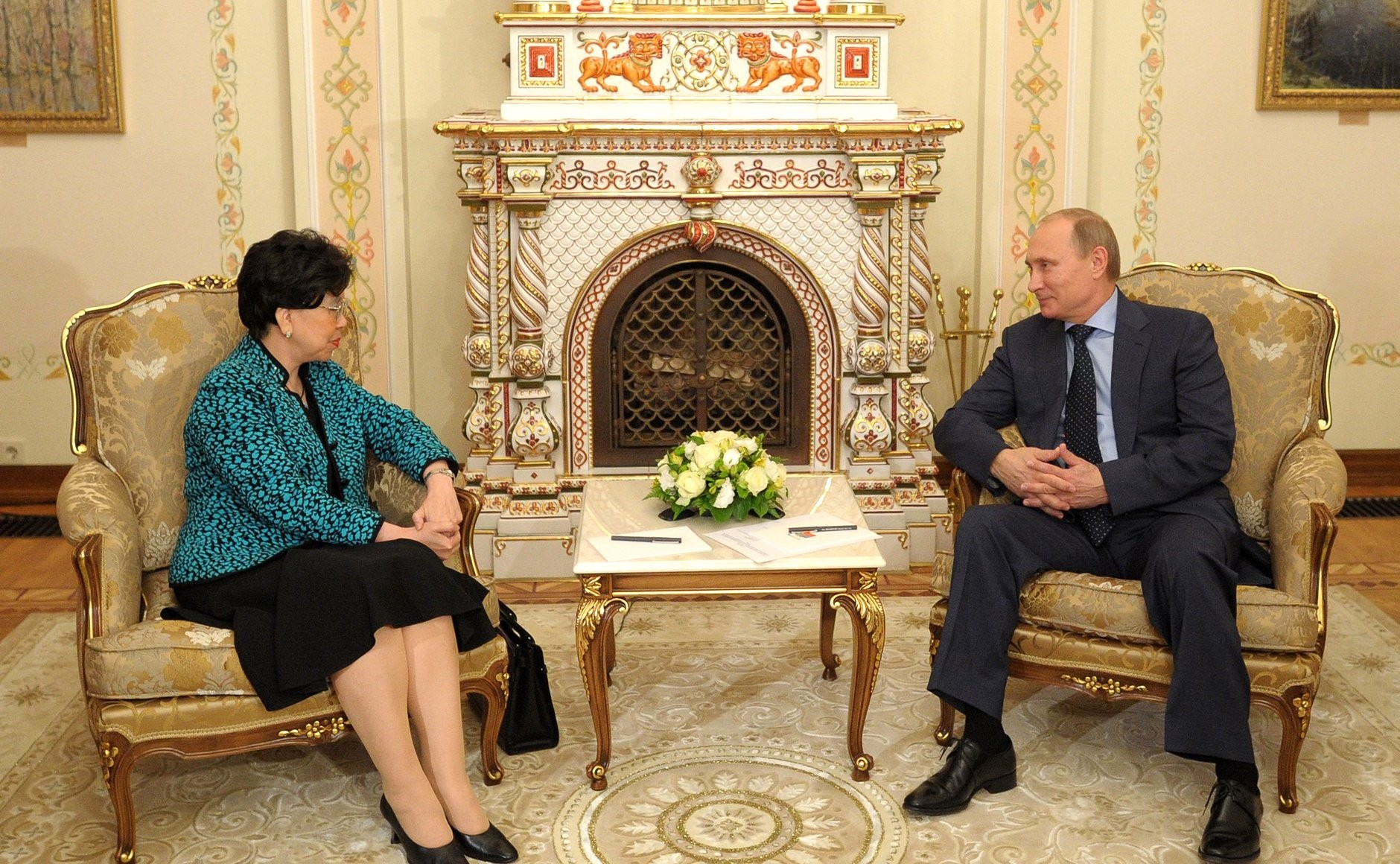
2014年、ロシアのウラジーミル・プーチン大統領との会談

香港では、SARSに関する陳馮富珍の認識が甘く、SARS感染が深刻化した沙田の公立プリンス・オブ・ウェールズ病院（威爾斯親王醫院、香港中文大学医学院の連携訓練病院）の封鎖などの対策が遅れたとの批判がある。そのため、衛生署長退任後の2003年秋、香港立法会は陳馮富珍を喚問する。1998年プリンス・マヒドール賞受賞。
2009年から10年にかけての新型インフルエンザの世界的流行に際し、当時WHOの事務局長だった陳馮富珍は新型インフルエンザをすべての人類の脅威として顕著な感染や死亡の被害が著しい事態を想定した警告であるフェーズレベル6/6と警告し、パンデミック（世界的大流行）を宣言した。しかし、初の「国際的に懸念される公衆衛生上の緊急事態」（PHEIC）の対象にまでになった新型インフルエンザは前例のない保健当局と科学者と製薬会社が強力に連携する体制をもたらしたが、実際は他の季節性インフルエンザと大差ないレベルのインフルエンザで被害も小さな弱毒性であった。一連のWHOの誤報への批判が高まり、これを重く見た欧州議会は、パンデミック宣言に至った経緯の調査に踏み出す事態となった。欧州議会のボーダルク前保健衛生委員長は、WHOの宣言は偽のパンデミックであったとして問題提起をしている。WHOの意思決定には製薬会社の意向が大きく影響した可能性が高いとしている（病気喧伝）。製薬会社は研究所などで働く科学者へ大きな影響力を持っており、この事と今回WHOが広く科学者の意見を求めた事がその影響力を強める原因になったと語っている。一方、新型インフルエンザワクチン製造なども行い、世界最大規模の製薬会社であるグラクソ・スミスクライン社（英国）は、製薬会社がWHOのパンデミック宣言に影響を与えているなどの認識は誤りであるとインタビューに応えている。

## 両岸関係
2011年5月には中華台北の名義でオブザーバー加盟している台湾（中華民国）を「中国台湾省」と呼ぶように内部通達していたことがわかり、中華民国外交部から抗議を受けている。2016年には民主進歩党政権が成立した台湾に一つの中国を特記したWHO総会の招待状をおくり、2017年には中国政府の意向を受けて台湾を招待しなかった。
2015年9月に中国人民抗日戦争・世界反ファシズム戦争勝利70周年記念式典に出席した。2017年5月には中国政府が国策に掲げる一帯一路国際協力サミットフォーラムにも出席した。